# Generální vikář Jeho Svatosti pro Vatikánské město

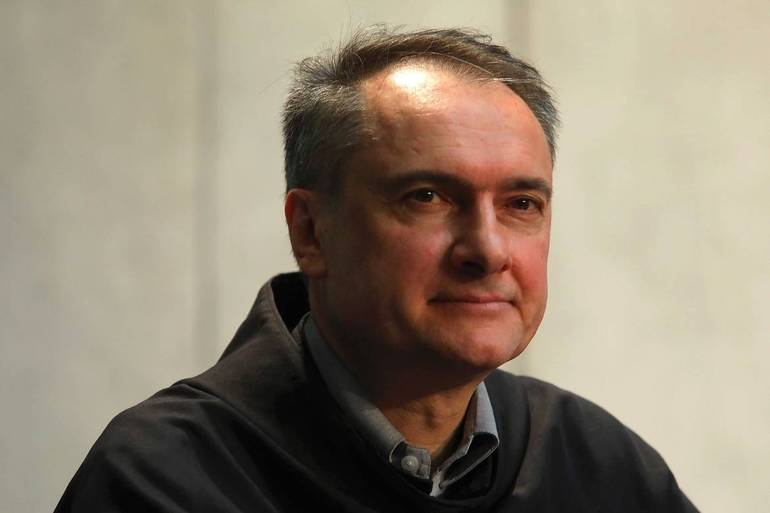
Kardinál Mauro Gambetti, generální vikář pro Vatikán

Generální vikář Jeho Svatosti pro Vatikánské město (přesněji: Generální vikář pro Vatikánské město a pro papežské vily v Castel Gandolfu) je biskup, který jakožto generální vikář papeže poskytuje duchovní péči věřícím bydlícím v části římské diecéze, která se nachází ve Vatikánském městském státě, anebo žijícím v papežských vilách v Castel Gandolfu, tedy v části diecéze albanské. Na rozdíl od kardinála vikáře nemá delegaci pro řádné vedení teritoria diecéze jménem papeže, ale je přímo jeho generálním vikářem pro dané teritorium. Pečuje tedy o duchovní potřeby věřících Vatikánu a o kostely a kaple na jeho území. Z titulu své funkce je proto také arciknězem vatikánské baziliky, předsedou Svatopetrské huti a stará se o duchovní potřeby poutníků ve Vatikánu.
Současným vikářem pro Vatikán je kardinál Mauro Gambetti.